# Tahuantina zapfeae
Tahuantina zapfeae là một loài nhện trong họ Dictynidae. Chúng được Pekka T. Lehtinen miêu tả năm 1967, và chỉ tìm thấy ở Chile.